# Joel Antônio Martins
Joel Antônio Martins (Rio de Janeiro, 1931. november 23. – Rio de Janeiro, 2003. január 1.), világbajnok brazil válogatott labdarúgó.
A brazil válogatott tagjaként részt vett az 1958-as világbajnokságon illetve az 1957-es Dél-amerikai bajnokságon.

## Sikerei, díjai
Flamengo
- Campionato Carioca (3): 1953, 1954, 1955
- Torneo Rio-São Paulo (1): 1961

Brazília
- Világbajnok (1): 1958
- Dél-amerikai ezüstérmes (1): 1957

## Külső hivatkozások
- Joel Antônio Martins – bdfutbol.com
- Statisztika – mamvs.narod.ru